# Pierre-Louis Cavagnari

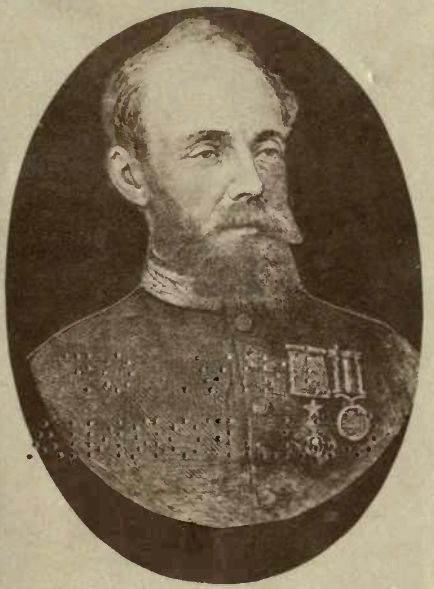
Pierre-Louis Cavagnari

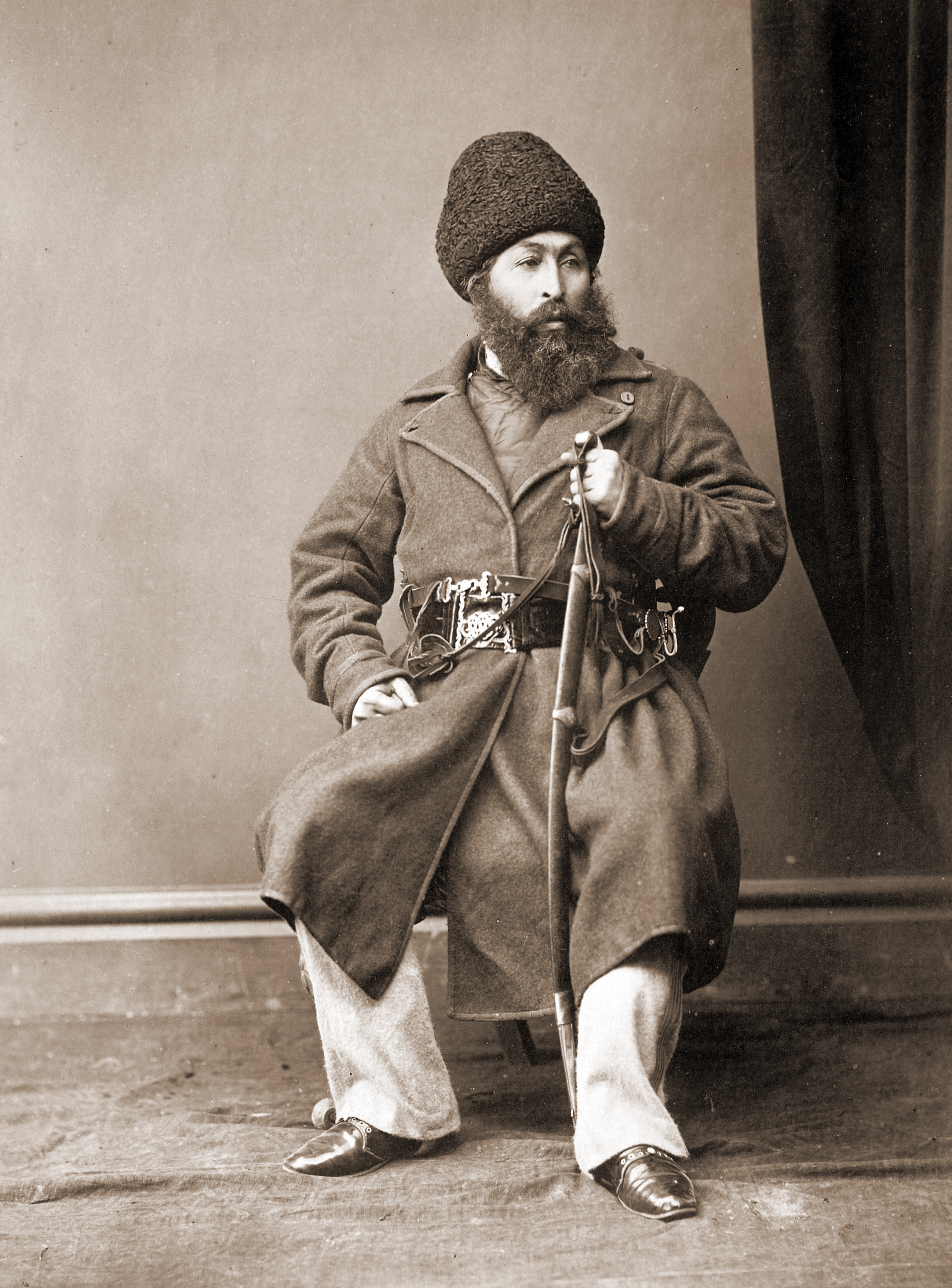
Sher Alì Khan

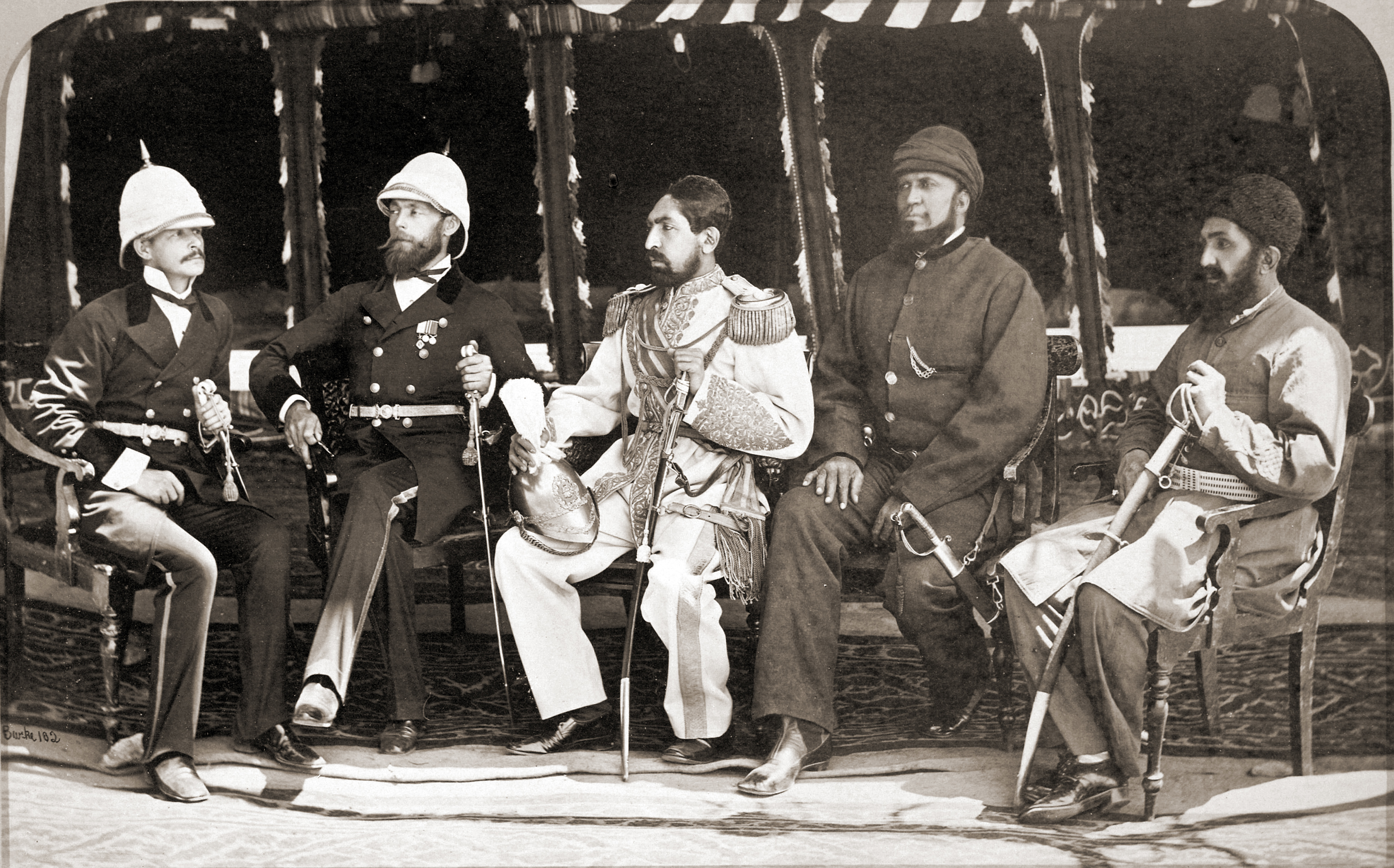
Cavagnari e Yaqub Khan (il 2° e il 3° da sinistra) a Gandamak

Pierre-Louis Cavagnari (Stenay, 4 luglio 1841 – Kabul, 3 settembre 1879) è stato un diplomatico e militare inglese.

## Biografia
Pierre-Louis Cavagnari nacque a Stenay nel dipartimento della Mosa in Francia. Era figlio del conte Luigi Adolfo Cavagnari, appartenente a un'antica famiglia parmigiana al servizio della famiglia Bonaparte, che nel 1837 si era sposato con una irlandese, Caroline Lyons-Montgomery.
Fu naturalizzato cittadino britannico, frequentò l'Accademia militare di Addiscombe (Londra) ed entrò nel servizio militare della Compagnia delle Indie orientali. Prestò servizio nel 1st Bengal Fusiliers durante la campagna contro i ribelli dell'Oudh tra il 1858 e il 1859 (cosiddetto Indian Mutiny). Nel 1861, entrato nell'ufficio politico, fu nominato assistente-commissario nella regione del Punjab, e nel 1877 divenne vicecommissario a Peshawar, partecipando a diverse spedizioni contro le tribù pashtun.
Divenne quindi tragico protagonista della cosiddetta seconda guerra anglo-afghana. Nel settembre 1878 il viceré delle Indie, lord Lytton, lo pose infatti a capo di una missione britannica diretta a Kabul che fu fermata dal comandante afgano del posto di confine del passo Khyber e impedita dal proseguire per espresso ordine dell'emiro Sher Alì Khan, figlio di Dost Mohammed, di cui si sospettavano legami con la Russia zarista.
Dal punto di vista britannico era la goccia che faceva traboccare il vaso. Così, alla fine di novembre 1879 tre colonne britanniche con trentacinquemila soldati occuparono il passo Khyber, Jalalabad e Kandahar, costringendo l'emiro ad abdicare in favore del figlio Yaqub Khan e a ritirarsi a Balkh ove morì poco dopo, nel febbraio 1879.
Il 26 maggio dello stesso anno, sfruttando le difficoltà interne del nuovo emiro, Cavagnari gli impose, per conto del governo britannico, il trattato di Gandamak. Nell'occasione il successore di Sher Alì si presentò in uniforme dell'esercito russo accompagnato da Daud Shah, comandante in capo dell'esercito afgano, vestito con la stessa uniforme. Nonostante questa bellicosa presentazione, Yaqub Khan fu costretto a piegarsi alle condizioni del trattato, con il quale cedeva alcuni territori all'India britannica e accettava la presenza a Kabul di un rappresentante britannico, circostanza che creò forti malumori nel paese.
Nel trattato il residente era identificato nella persona dello stesso Cavagnari, che in seguito a questo successo diplomatico ottenne due importanti onorificenze (cavalierato dell'Ordine del Bagno e di quello della Stella dell'India) e che nell'estate successiva partì per Kabul ivi stabilendo la sua dimora ufficiale a duecento metri dalla Bala Hisar dell'emiro (24 luglio 1879). La posizione della missione, dapprincipio di relativa tranquillità, si fece presto molto difficile per il clima di ostilità che la circondava.
Il 3 settembre 1879, dopo una strenua ed eroica resistenza, Cavagnari, gli altri membri della missione, e le loro guardie indiane (il famoso "Corpo delle Guide"), furono massacrati da una turba di militari afgani ammutinati che protestavano per il mancato ricevimento della paga da tre mesi e per la presenza della missione straniera. Nella vicenda Yaqub Khan assunse un ruolo controverso. Per contro, l'eroismo mostrato in quella tragica occasione dalle Guide, che dopo l'assassinio dei britannici rifiutarono di arrendersi nonostante la promessa di aver salva la vita in quanto erano indiani e gli afgani non ce l'avevano con loro, portò all'attribuzione al loro corpo del diritto di fregiare in permanenza la bandiera reggimentale di due parole: "Residency, Kabul". 
Il generale britannico Frederick Roberts organizzò in tempi brevissimi una spedizione militare che nell'ottobre 1879 riportò l'ordine a Kabul e vendicò il massacro del mese precedente con l'impiccagione di un centinaio di afgani responsabili dei tumulti, tra cui il sindaco della città, reo di aver portato in trionfo la testa mozzata di Cavagnari.
La fine di Pierre-Louis Cavagnari richiamò alla memoria quella altrettanto tragica occorsa ad Alexander Burnes quarant'anni prima, proprio nell'anno di nascita di Cavagnari.